# Oreidis Despaigne
Oreidis Despaigne Terry (ur. 20 września 1981) – kubański judoka. Trzykrotny olimpijczyk. Zajął dziewiąte miejsce w Londynie 2012, siedemnaste w Pekinie 2008 i odpadł w eliminacjach w Atenach 2004. Walczył w wadze półciężkiej.
Brązowy medalista mistrzostw świata w 2007 i 2010; uczestnik zawodów w 2003, 2009 i 2011. Startował w Pucharze Świata w latach 1997, 2003 i 2005-2012. Złoty medalista igrzysk panamerykańskich w 2007, srebrny w 2011 i brązowy w 2003. Wygrał igrzyska Ameryki Środkowej i Karaibów w 2006. Zdobył dziesięć medali na mistrzostwach panamerykańskich w latach 2002 - 2012. 
Jego brat Yosvane Despaigne, także był judoką i olimpijczykiem z 1996, 2000 i 2004 roku.

## Letnie Igrzyska Olimpijskie 2012
| Konkurencja | Eliminacje                | Klas. końcowa |
| Konkurencja | Przeciwnik I              | Miejsce       |
| ----------- | ------------------------- | ------------- |
| 100 kg      | Ramziddin Sayidov (UZB) P | 9.            |

## Letnie Igrzyska Olimpijskie 2008
| Konkurencja | Eliminacje           | Eliminacje           | Klas. końcowa |
| Konkurencja | Przeciwnik I         | Przeciwnik II        | Miejsce       |
| ----------- | -------------------- | -------------------- | ------------- |
| 100 kg      | Matt Celotti (AUS) Z | Jang Sung-ho (KOR) P | 17.           |

## Letnie Igrzyska Olimpijskie 2004
| Konkurencja | Eliminacje            | Eliminacje             | Repasaże                 | Repasaże                 | Klas. końcowa |
| Konkurencja | Przeciwnik I          | Przeciwnik II          | Przeciwnik I             | Przeciwnik II            | Miejsce       |
| ----------- | --------------------- | ---------------------- | ------------------------ | ------------------------ | ------------- |
| 100 kg      | Witalij Bubon (UKR) Z | Michael Jurack (GER) P | Wasilios Iliadis (GRE) Z | Ghislain Lemaire (FRA) P | 3 runda       |